# نينا زنجاني
نينا ناصر زنجاني (بالسويدية Nina Nasr Zanjani),(ولدت في 1 سبتمبر 1981 إيران) وهي ممثلة سويدية من أصول إيرانية وقد اشتركت في العديد من الأفلام السويدية وكان من أشهرها فيلم فاشان (Farsan) في سنة 2010 والذي أدت من خلاله دور آماندا .

## روابط خارجية
- نينا زنجاني على موقع IMDb (الإنجليزية)
- نينا زنجاني على موقع ألو سيني (الفرنسية)
- نينا زنجاني على موقع أول موفي (الإنجليزية)
- نينا زنجاني على موقع قاعدة بيانات الأفلام السويدية (السويدية)
- نينا زنجاني على موقع قاعدة بيانات الفيلم (الإنجليزية)
- نينا زنجاني على موقع كينوبويسك (الروسية)